# Buddhista szimbolizmus

A nyolc-küllős dharmacsakra. A buddhizmusban a nyolc küllő a nemes nyolcrétű ösvényt jelképezi.

A buddhista szimbolizmus a dharma különböző aspektusaira vonatkozó művészi megjelenítéseire vonatkozik. A vallásos művészek szimbólumokat használtak az i. e. 4. századtól kezdve. Az ember alakú ábrázolás jóval később, csak az 1. században jelent meg Mathura és Gandhára művészetével. Ezek összeolvadtak a már meglévő szimbólumokkal, majd később újabbakkal egészültek ki, főleg a tibeti buddhizmusnak köszönhetően.

## Korai szimbólumok

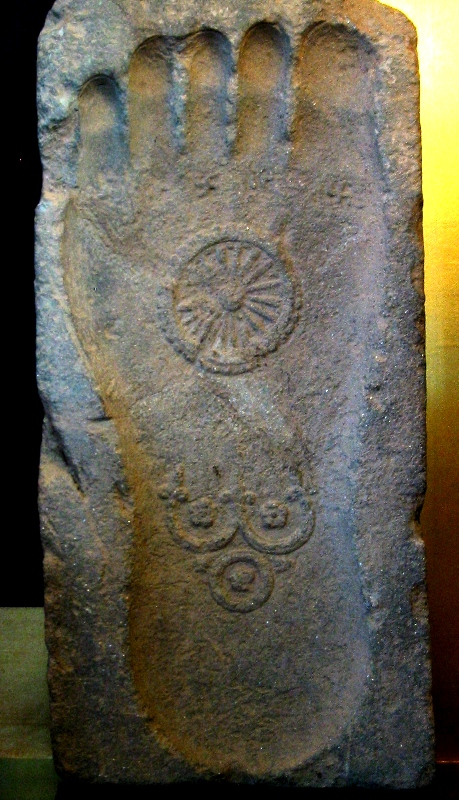
Buddha lábnyoma a triratnával és a dharmacsakrával – 1. század, Gandhára.

Hiába maradtak fent nagy számban festmények és szobrok, nem tisztázott az ábrázolások szerepe a korai buddhizmusban, mivel a szimbolikus természetüket nem magyarázzák el korai szövegek. A buddhizmus legkorábbi és legáltalánosabb szimbólumai a sztúpa, a dharma kerék és a lótusz virág. A dharma kereket hagyományosan nyolc küllővel ábrázolják, amelynek különböző jelentései lehetnek. Kezdetben uralkodók viselték ezt a szimbólumot (a "kerék uralkodója vagy csakravatin), majd buddhista szövegkörnyezetben, Asóka törvényoszlopain jelent meg az i. e. 3. században. A dharma kerékre általában úgy tekintenek, mint amely a buddhadharma tanok történelmi folyamatának kifejezője és a nyolc küllő a nemes nyolcrétű ösvény kifejezője. A lótusz is különféle jelentéseket hordozhat – leggyakrabban az együttérzés minőségét jelöli és ennek folyományaként a tudat tiszta képességének fogalmára.
A korai szimbólumok közé tartozik még a trisula (a háromágú lándzsa, amelyet főként az i. e. 2. században használtak), a lótusz, a vadzsra gyémánt rúd és a három drágaság szimbóluma (Buddha, a dharma és a szangha). A szvasztikát hagyományosan a buddhisták és a hinduk használták Indiában a jó szerencse jelképeként. Kelet-Ázsiában a szvasztikát gyakran használták a buddhizmus általános szimbólumaként, amely ebben a szövegkörnyezetben nézhetett mind jobbra, mind balra.

## Théravada szimbolizmus
A théraváda buddhista művészetben Buddhát szigorúan csak szimbólumokkal ábrázolták. Ugyan Buddhát az 1. századig nem ábrázolták (lásd Buddhista művészet), a páli kánonhoz tartozó Dígha-nikájából ("jellemzők beszéde", páli: Lakkhana-szutta – DN 30.) ismertek voltak Buddha fizikai jellemzői.
A fizikai jellemzők 32 ismertetőjelet tartalmaznak, amelyeket kiegészít 80 másodlagos fizikai jellemző (Pali:Anubjandzsana). Az ábrázolásokban ezeket a fizikai jellemzőket használták szimbolikusan.

## Mahájána szimbolizmus

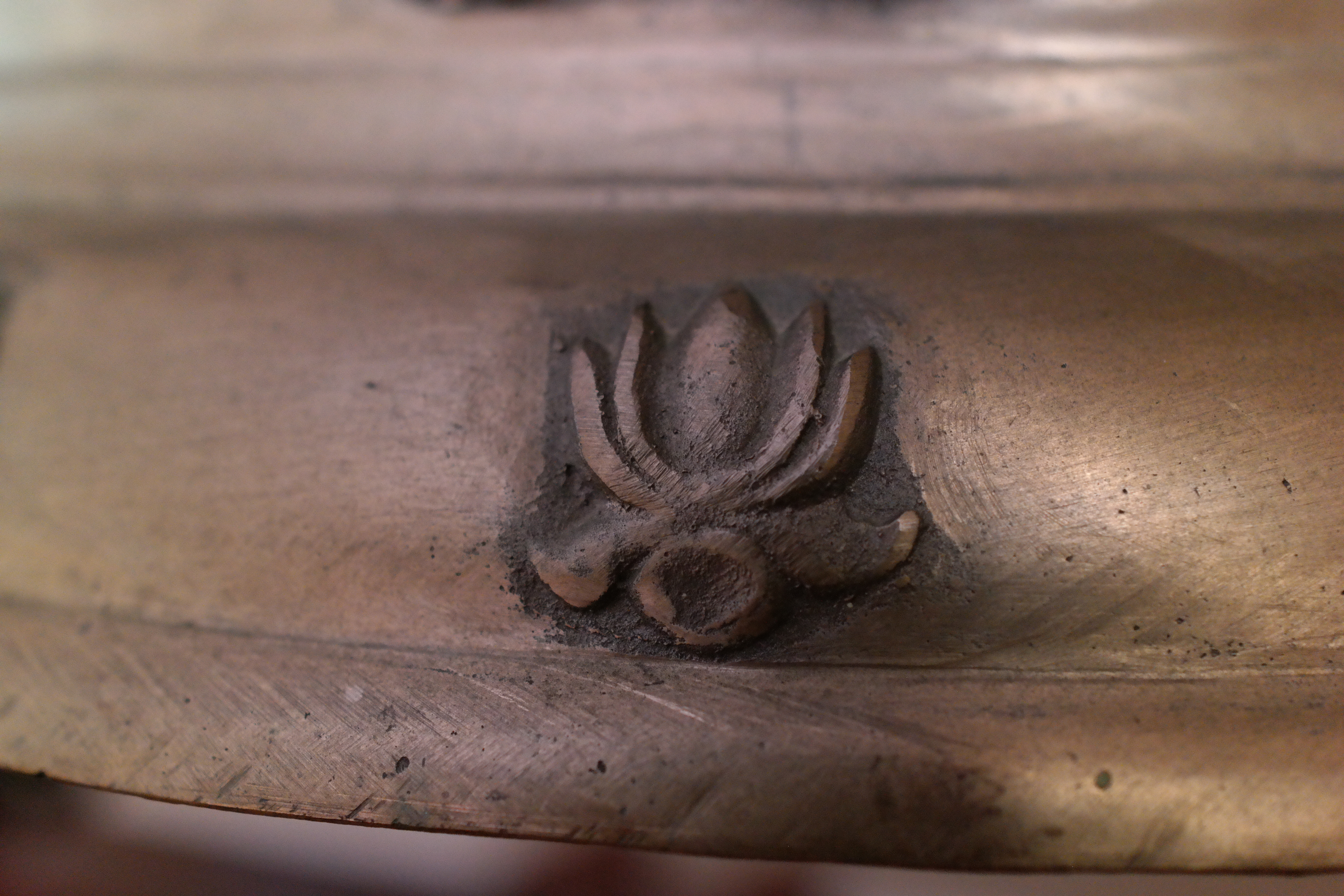
Lótusz virág egy templom-harangon. A lótusz a test, a beszéd és a tudat tisztaságát jelképezi, amely a ragaszkodás és vágyak saras vize fölött lebeg.

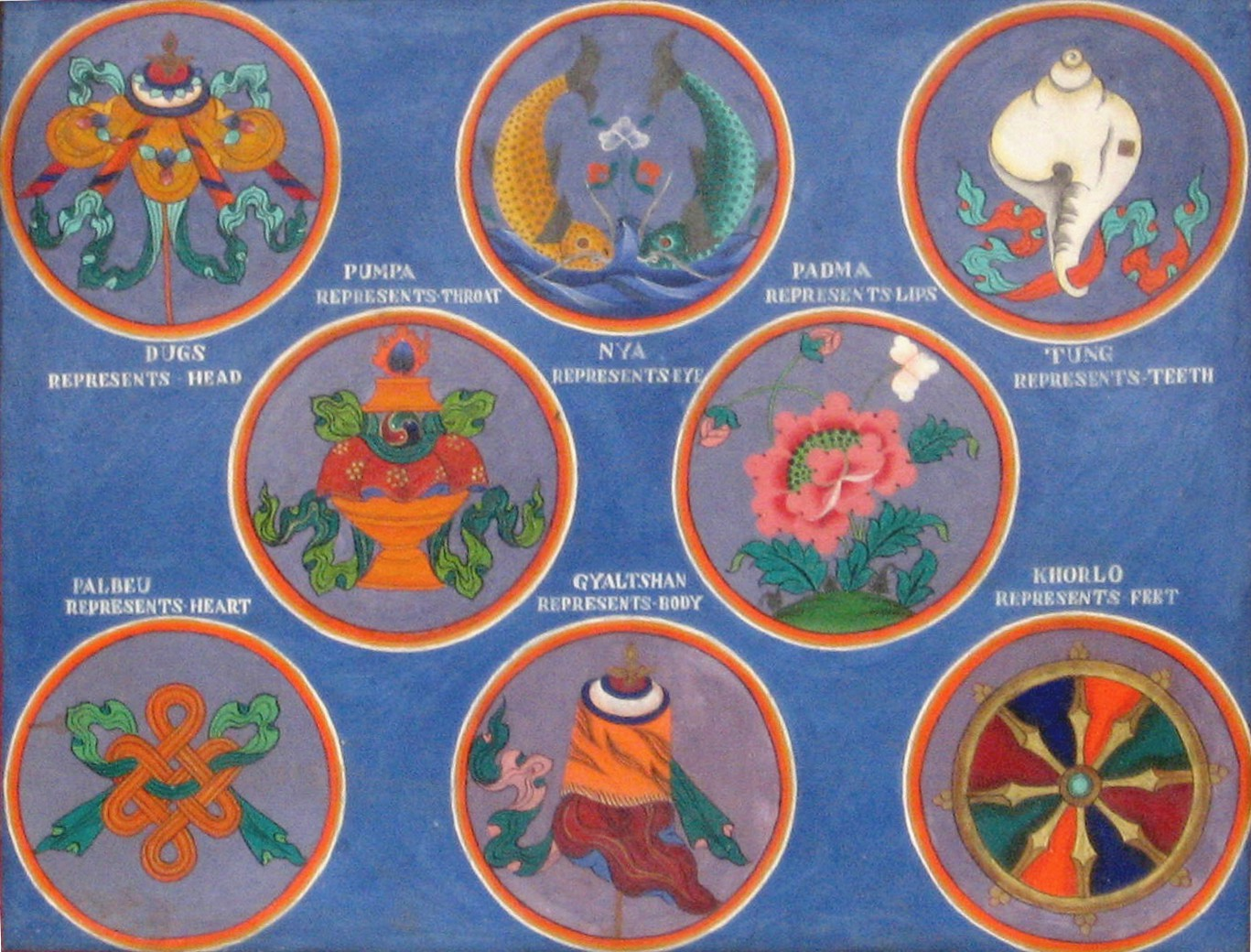
Mahájána szimbólum: astamangala.

A mahájána irányzatban a buddhista alakok és a szent tárgyak az ezoterikus és szimbolikus jelentés felé hajlottak. A mudrák szimbolikus kézmozdulatok sorát jelenti. Bizonyos képeket mandalaként is használnak.
Mind a mahájána, mind a vadzsrajána buddhista művészetben gyakran használják a szimbólumok nyolcas csoportjából a különböző szerencsejegyeket. Ezek a szimbólumok a buddhizmus terjedésével együtt váltak népszerűvé különböző országok művészetében, például Indiában, Tibetben, Nepálban és Kínában.
A nyolc szerencsejel:
1. Padma virág – a megvilágosodás tisztaságának ábrázolására.
2. Az örökkévalóság csomója vagy Mandala – a végtelen harmónia kifejezője; Másik értelmezés szerint a vallásos tanok és a világi dolgok közötti kölcsönös függőségét jelképezi.
3. Aranyhal pár – békés együttélés és harmónia.
4. Győzelmi zászló – a dicsőséges győzelem szimbóluma.
5. Dharmacsakra (vagy Csamaru a nepáli buddhizmusban) – a tudás jelképe.
6. Kincses váza – a kimeríthetetlen kincsesláda és gazdagság szimbóluma.
7. Napernyő – a korona, az elemektől való védelem jelképe.
8. Kagylóhéj – Buddha gondolatainak szimbóluma.

## Modern buddhista szimbólumok
1952-ben a Buddhisták Világszervezete két új szimbólumot fogadott el: a nyolcküllős dharmacsakra és az ötszínű buddhista zászló, amelyet Srí Lankán terveztek az 1880-as években.

## Külső hivatkozások
- www.buddhapest.hu – A nyolc szerencsejegy – Ashtamangala
- A buddhizmus nyolc szerencsejegye — tanulmány a spirituális fejlődésről (angolul)
- Általános buddhista szimbólumok (angolul)
- Tibeti buddhista szimbólumok (angolul)
- Buddhista tantrikus szimbólumok (angolul)
- Buddhista szimbólumok: A nyolc szerencsejegy (angolul)